# Euphyia symphona
Euphyia symphona är en fjärilsart som beskrevs av Edward Meyrick 1891. Euphyia symphona ingår i släktet Euphyia och familjen mätare. Inga underarter finns listade i Catalogue of Life.